# Neurotrichus
Genre
Neurotrichus est un genre de mammifères de la famille des Talpidés (Talpidae). Il ne subsiste qu'une seule espèce actuelle de ce genre : la Taupe naine (Neurotrichus gibbsii), les autres sont des restes fossiles.

## Classification
Ce genre a été décrit pour la première fois en 1880 par le zoologiste, herpétologiste et un ichtyologiste britannique d'origine allemande Albert Günther (1830-1914).
L'espèce type est Urotrichus gibbsii Baird, 1858 qui est devenue plus tard synonyme de Neurotrichus gibbsii (Baird, 1857).

## Liste d'espèces

### Espèce actuelle
Selon Mammal Species of the World (version 3, 2005)  (11 mai 2015) :
- Neurotrichus gibbsii Günther, 1880 - la Taupe naine
  - sous-espèce Neurotrichus gibbsii gibbsii
  - sous-espèce Neurotrichus gibbsii hyacinthinus
  - sous-espèce Neurotrichus gibbsii minor

### Espèces décrites
Selon Paleobiology Database (11 mai 2015) :
- † Neurotrichus columbianus
- Neurotrichus gibbsii
- † Neurotrichus minor
- † Neurotrichus polonicus